# Loriini
Tông Loriini là một tông của loài vẹt gồm những con vẹt cỡ nhỏ và trung bình và có màu sắc sặc sỡ, sáng màu. Tông vẹt này có ở các vùng Đông Nam Á, Polynesia, Papua New Guinea, Đông Timor và Australia. Trong tiếng Anh chúng được gọi là "lory" và "lorikeet" Trong tự nhiên, chúng ăn các loại hạt, các bông hoa Chúng được ưa chuộng để nuôi làm vẹt kiểng vì màu sắc và dễ dạy vẹt.

## Các loài
- Chi Chalcopsitta
  - Chalcopsitta atra
  - Chalcopsitta duivenbodei
  - Chalcopsitta sintillata
  - Chalcopsitta cardinalis
- Chi Eos
  - Eos cyanogenia
  - Eos squamata
  - Eos reticulata
  - Eos histrio
  - Eos bornea
  - Eos semilarvata
- Chi Pseudeos
  - Pseudeos fuscata
- Chi Trichoglossus
  - Trichoglossus ornatus
  - Trichoglossus forsteni
  - Trichoglossus weberi
  - Trichoglossus capestratus
  - Trichoglossus haematodus
  - Trichoglossus rosenbergi
  - Trichoglossus moluccanus
  - Trichoglossus rubritorquis
  - Trichoglossus euteles
  - Trichoglossus flavoviridis
  - Trichoglossus johnstoniae
  - Trichoglossus rubiginosus
  - Trichoglossus chlorolepidotus
- Chi Psitteuteles (đôi khi gọi là Trichoglossus)
  - Psitteuteles versicolor
  - Psitteuteles iris
  - Psitteuteles goldiei
- Chi Lorius
  - Lorius hypoinochrous
  - Lorius lory (danh pháp khác là Lorius amabilis)[3]
  - Lorius albidinuchus
  - Lorius chlorocercus
  - Lorius domicellus (synonym blue-thighed lory, Lorius tibialis)[4]
  - Lorius garrulus
- Chi Phigys
  - Phigys solitarius
- Chi Vini
  - Vini australis
  - Vini kuhlii
  - Vini stepheni
  - Vini peruviana
  - Vini ultramarina
  - †Vini sinotoi (tuyệt chủng)
  - † Vini vidivici (tuyệt chủng)
- Chi Glossopsitta
  - Glossopsitta concinna
  - Glossopsitta pusilla
  - Glossopsitta porphyrocephala
- Chi Charmosyna
  - Charmosyna palmarum
  - Charmosyna rubrigularis
  - Charmosyna meeki
  - Charmosyna toxopei
  - Charmosyna multistriata
  - Charmosyna wilhelminae
  - Charmosyna rubronotata
  - Charmosyna placentis
  - †? Charmosyna diadema (tuyệt chủng vào thế kỷ 20)
  - Charmosyna amabilis
  - Charmosyna margarethae
  - Charmosyna pulchella
  - Charmosyna josefinae
  - Charmosyna papou
- Chi Oreopsittacus
  - Oreopsittacus arfaki
- Chi Neopsittacus
  - Neopsittacus musschenbroekii
  - Neopsittacus pullicauda